# Градският лекар
Градският лекар (на испански: El doctor del pueblo) е американски сериал-антология, създаден от Хосе Перес и продуциран от Телемундо Глобал Студиос за Телемундо през 2023 г., базиран на живота на венецуелския лекар Хосе Грегорио Ернандес.

## Сюжет
Всеки самостоятелен епизод се основава на живота и чудесата на д-р Хосе Грегорио Ернандес, лекар, който дарява времето и ресурсите си за лечението на пациенти с ниски доходи, преди да бъде обявен за блажен от папа Франциск през 2021 г.

## Актьори
- Габриела Риверо[2]
- Урсула Прунеда
- Габриел Порас[2]
- Лус Рамос[2]
- Ерик Чапа[2]
- Сесилия Тусен[2]

## Премиера
Премиерата на „Градският лекар“ е на 19 ноември 2023 г. по Телемундо.
| Година | Излъчване    | Брой епизоди | Премиера           | Премиера         | Финал | Финал            |
| Година | Излъчване    | Брой епизоди | Дата               | Зрители (в млн.) | Дата  | Зрители (в млн.) |
| ------ | ------------ | ------------ | ------------------ | ---------------- | ----- | ---------------- |
| 2023   | неделя 22:00 | 6            | 19 ноември 2023 г. | 0.43             |       |                  |